# 마르코 에스트라다 (축구 선수)
마르코 안드레스 에스트라다 킨테로스(스페인어: Marco Andrés Estrada Quinteros, 1983년 5월 28일 ~ )는 칠레의 전 축구 선수로서, 포지션은 수비형 미드필더이다.